# 松本友介
松本 友介（まつもと ゆうすけ、1987年7月1日 - ）は、日本の元ラグビー選手。

## プロフィール
- 奈良県出身[1]。
- ポジションはプロップ(PR)。
- 身長 187cm、体重 110kg
- U19日本代表スコッドに選ばれたことがある[2]。

## 略歴
小学1年生からラグビーを始めた。
2006年、天理高校卒業後、同志社大学に入る。なお天理高校時代、高校日本代表に選ばれたことがある。
2010年、同志社大学卒業後、リコーブラックラムズに加入。
2014年1月11日に行われたジャパンラグビートップリーグ2ndステージ第6節の豊田自動織機シャトルズ戦に途中出場で公式戦初出場を果たす。
2016年、現役を引退した。
2023年、スポーツ庁「キャリアサポート支援事業アスリートの効果的なキャリア形成支援の在り方に関する基礎的調査研究」にてインタビューを受ける。

報告書：スポーツ人材の効果的な活用の為の基礎的調査研究報告書_R4成果物① (mext.go.jp) (https://www.mext.go.jp/sports/content/20230530-spt_sposeisy-000013625_1.pdf)
事例集：
スポーツ人材の効果的な活用のための基礎的調査研究報告書_R4成果物② (mext.go.jp) (https://www.mext.go.jp/sports/content/20230530-spt_sposeisy-000013625_2.pdf)